# Sporobolus panicoides
Sporobolus panicoides är en gräsart som beskrevs av Achille Richard. Sporobolus panicoides ingår i släktet droppgräs, och familjen gräs. Inga underarter finns listade i Catalogue of Life.